# Figuerola del Camp
Figuerola del Camp ist eine katalanische Gemeinde in der Provinz Tarragona im Nordosten Spaniens in der Comarca Alt Camp.